# La Maya
La Maya is een gemeente in de Spaanse provincie Salamanca in de regio Castilië en León met een oppervlakte van 7,02 km². La Maya telt 190 inwoners (1 januari 2016).

## Demografische ontwikkeling
Bron: INE, 1857-2011: volkstellingen